# Mckinstryite
La mckinstryite è un minerale.